# Ralph Dundas Tindal
Ralph Dundas baron Tindal (Deventer, 24 februari 1773 - Zeist, 4 augustus 1834) was een Nederlands militair in Franse en Nederlandse dienst.
Ralph Dundas Tindal stamde uit een van oorsprong Schots geslacht, zijn grootvader kwam als militair in Staatse dienst. Ook zijn vader was in staatse dienst. Zelf werd hij ook militair, eerst in Franse dienst, onder andere als adjudant-generaal van de Keizerlijke Garde. Op 12 april 1813 werd hij door Napoleon verheven in de adel van het Franse keizerrijk als baron de l'Empire. Tindal was commandant van het 2e Grenadiers Regiment in Franse dienst, de beroemde Nederlandse Rode Lansiers met het kenmerkende rode uniform en Poolse shako. Tindal was een van de weinige overlevenden van dit regiment tijdens Napoleons rampzalige veldtocht naar Rusland in 1812. Niet lang daarna ging hij over in Nederlandse dienst. Hij bracht het tot luitenant-generaal en was de commandant van het Nederlandse Cavalerieleger dat in Brussel gelegerd was en was als zodanig niet betrokken bij de Slag bij Waterloo. Dit reserveleger werd op 19 oktober 1815 ontbonden toen het Franse gevaar geweken was, omdat Napoleon als gevangene naar Sint Helena was gebracht. Daarna vervulde Tindal de functie van inspecteur der infanterie.
Op 8 juli 1815 benoemde koning Willem I der Nederlanden hem voor "diensten in het verleden" tot commandeur in de Militaire Willems-Orde. Op 16 september 1815 werd hij verheven in de Nederlandse adel, met de titel baron.
Ook was Tindal lid van de Provinciale Staten van Gelderland.

## Militaire loopbaan
- Cadet: 1785[3][4]
- Vaandrig: 24 mei 1787 (Infanterie regiment van Stuart)[3][4]
- Vaandrig: 29 april 1794 (Infanterie regiment van Bentick)[3]
- Eerste luitenant: 1 september 1795[3][4]
- Kapitein: 6 december 1799[4]
- Luitenant-kolonel: 16 februari 1807[3][4]
- Majoor: 23 maart 1808 (destijds een hogere rang dan de daarvoor genoemde)[3][4]
- Kolonel: 17 februari 1809[3][4]
- Brigadegeneraal: 2 januari 1812 (Général de brigade)[3][4]
- Generaal-majoor: 7 september 1813[3][4]
- Luitenant-generaal: 31 juli 1814[3][4]
- Generaal der Infanterie: 10 november 1828[3][4]

## Onderscheidingen
- Orde van de Unie
  - Commandeur op 1 juli 1810[3][4]
  - Ridder op 7 januari 1807[3][4]
- Legioen van Eer
  - Commandeur op 3 januari 1814[3][4]
  - Officier op 27 februari 1813[3][4]
  - Ridder op 25 april 1812[4]
- Commandeur in de Orde van de Reünie op 25 maart 1812[3][4]